# Sara Penton
Sara Penton, née le 15 novembre 1988, est une coureuse cycliste suédoise. Elle est championne de Suède sur route en 2017.

## Palmarès

### Par année
- 2017
  -  Championne de Suède sur route
- 2018
  - 3e du championnat de Suède sur route

### Classements mondiaux
| Année                                 | 2015 | 2016 | 2017 | 2018 | 2019 | 2020 | 2021 |
| ------------------------------------- | ---- | ---- | ---- | ---- | ---- | ---- | ---- |
| Classement UCI                        | 488e | 633e | 173e | 281e | 730e | 723e | 455e |
| UCI World Tour                        |      | nc   | 96e  | 141e | 233e | nc   | 152e |
|                                       |      |      |      |      |      |      |      |
| Légende : nc = non classéSource : UCI |      |      |      |      |      |      |      |